# Nathalie Levi
Nathalie Levi, född 2 februari 1914 i S:t Petersburg, död 19 oktober 1995 i Stockholm, folkbokförd på Råsunda församling skriven, Solna
, var en polsk-svensk skulptör och målare.
Hon var dotter till advokaten och konstnären Vasali Levi och Beatrice Kondratijeff. Levi studerade måleri och skulptur i Paris 1931-1939 och under studieresor till Schweiz, Italien och Tjeckoslovakien. Hon ställde ut separat eller tillsammans med sin far ett flertal gånger i Stockholm, Malmö och Göteborg och tillsammans med Ingegärd Linder i ett flertal landsortsstäder. Hennes konst består av stilleben, porträtt, och landskap samt skulpturer och porträtthuvuden. Levi är representerad vid Trelleborgs museum.